# Wierch Kurucowy
Wierch Kurucowy – część wsi Bukowina Tatrzańska w Polsce, położona w województwie małopolskim, w powiecie tatrzańskim, w gminie Bukowina Tatrzańska.
W latach 1975–1998 Wierch Kurucowy administracyjnie należał do województwa nowosądeckiego.